# شغب (كتاب)
شَغَبْ هو كتاب للكاتب فيصل العامر، نشر في عام 2011م الصادر عن دار طوى للنشر والإعلام، ومنع من النشر في السعودية.

## محتوياته
يحتوي الكتاب على سبعة وثلاثون نصاً، وينقسم على أربعة أبواب على النحو التالي:«نستالوجيا» والتي يندرج تحتها عدة نصوص منها: و...حرب /ذات أحمر/بشأن الاستتباب، وأما الباب الثاني والذي كان عنوانه «كلام شوارع» يحتوي على: استيقظ إنهم يكذبون عليك / وهم الفضيلة: رذيلة / سورة الفاقة،
وجاء الباب الثالث بنصوص: أمن وأمان / جعلوني كورجيا / حين يدّ، وأتى الباب الأخير بعنوان «مقهى شعبي كثيرا لمواطن صالح قليلاً» ويحتوي على
اثنا عشر نصا وجاء منها: حزب «الذين لا يدرون» الإصلاحي / كلب / جمهورية الأخ الرئيس.

## المنع
مُنع نشر الكتاب في السعودية من وزارة الثقافة والإعلام، وسبب المنع هو عنوان الكتاب نفسه «شغب» والذي اتى في مرحلة الثورات العربية عام 2011 بحسب ماجاء من تصريح للكاتب فيصل العامر في برنامج إضاءات مع تركي الدخيل في قناة العربية.

## وصلات خارجية
- موقع الكاتب فيصل العامر